# ТОЗ-87
ТОЗ-87 — советское самозарядное ружьё, разработанное Тульским оружейным заводом в 1978 году и после отработки технологий в 1987 году пошедшее в производство.

## Описание
Ствол неподвижный, жестко соединен с крышкой ствольной коробки, канал ствола хромирован.
Магазин подствольный, трубчатый, на 4 патрона.
Предохранитель кнопочного типа, запирает спусковой крючок.
Ударно-спусковой механизм смонтирован на отдельном основании и допускает производить только одиночные выстрелы (усилие спуска 1,5 - 2,5 Н).
Приклад и цевье из ореховой или буковой древесины, затыльник приклада резиновый.
Для удобства хранения или транспортировки ружьё разбирается на две части (ствол с цевьем и коробка с прикладом).
Для стрельбы применяют ружейные патроны 12/70 мм R с неметаллической гильзой.

## Варианты
- ТОЗ-87 (МЦ 24-12) — базовая версия, 711 мм ствол с дульным сужением 1,0 мм, приклад и цевье деревянные, 3,2 кг[4][3][2]
- ТОЗ-87М — облегченный вариант ТОЗ-87
- ТОЗ-87-01 — отличается от ружья ТОЗ-87 наличием вентилируемой прицельной планки[4]
- ТОЗ-87-02 — вариант с укороченным до 660 мм стволом[4]
- ТОЗ-87-03 — вариант с укороченным до 660 мм стволом и комплектом сменных дульных насадок[4]
- ТОЗ-87-04 — вариант с укороченным до 540 мм стволом[4]
- ТОЗ-87-05 — вариант с укороченным до 540 мм стволом со сменными дульными насадками[4]
- ТОЗ-187 — с 540 мм стволом, пластмассовым цевьем, складным прикладом[5] и возможностью установки лазерного целеуказателя
- ТОЗ-88 — модель под патрон 12/76 мм.

## Страны-эксплуатанты
- Беларусь — сертифицировано в качестве гражданского охотничьего оружия[6]
- Казахстан — сертифицировано в качестве гражданского охотничьего оружия[7].
- Молдова — модификация ТОЗ-87-03 сертифицирована в качестве гражданского охотничьего оружия[8].
- Россия[3] — сертифицировано в качестве гражданского охотничьего оружия[9].